# Alfred Anderson
Alfred Anderson (ur. 25 czerwca 1896 w Dundee, zm. 21 listopada 2005 w Newtyle) – szkocki weteran I wojny światowej.

## Życiorys
Służył w wojsku od 1912. Na froncie I wojny światowej znalazł się w 1914; w grudniu tegoż roku był świadkiem spontanicznego pojednania żołnierzy na froncie, które przeszło do historii jako rozejm bożonarodzeniowy. Przez pewien czas służył jako ordynans kapitana Fergusa Bowesa-Lyona, brata przyszłej królowej Elżbiety (królowej-matki). W 1916 został ciężko ranny i resztę wojny spędził poza frontem, pełniąc w randze sierżanta obowiązki instruktora. Po wojnie pracował w rodzinnym warsztacie stolarsko-ciesielskim. W trakcie II wojny światowej działał jako ochotnik w Home Guard.
Posiadał odznaczenia wojenne; w 1998 został uhonorowany francuską Legią Honorową V klasy. W 2003 wizytę złożył mu książę Karol, stryjeczny wnuk Fergusa Bowesa-Lyona.
Był ojcem pięciorga dzieci. Pod koniec życia był prawdopodobnie ostatnim żyjącym uczestnikiem rozejmu bożonarodzeniowego, jak również najstarszym mężczyzną w Szkocji. Zmarł w wieku 109 lat.